# Сухлово (Островский район)
Сухлово — деревня в Островском районе Псковской области. Входит в состав Островской волости.
Расположена в 12 км к северу от города Остров и в 6 км к югу от деревни Дуловка. Северо-западнее находится деревня Астратово.
| 2001 | 2002 | 2010 |
| ---- | ---- | ---- |
| 12   | ↗13  | ↘3   |

## История
До 2005 года деревня входила в состав ныне упразднённой Дуловской волости, затем, до апреля 2015 года входила в состав ныне упразднённой Волковской волости района.